# Pius Josef Peterka
Pius Josef Peterka (4. března 1928 Sepekov – 15. ledna 2019 Veselí nad Lužnicí) byl český katolický kněz, tepelský premonstrát a autor pamětí.

## Životopis
Pius Josef Peterka se narodil 4. března 1928 v Sepekově u nedalekého Milevska. Vyučil se jako zahradník a přidal se do skauta. Po druhé světové válce začal studovat na gymnáziu v Mariánských Lázních.
V roce 1951 vstoupil do premonstrátského řádu v Teplé. Po vystudování bohoslovecké fakulty byl v červnu 1954 vysvěcen na kněze. Zprvu působil jako kaplan v Kostelci nad Černými Lesy a po absolvování základní vojenské služby byl od roku 1956 administrátorem v Tuchlovicích.
V roce 1959 byl poslán do Nového Strašecí v okrese Rakovník a rovněž spravoval farnost Řevničov. Od roku 1990 byl administrátorem v Dobřanech a v Chotěšově. V letech 1995 a 1996 působil v Mariánských Lázních, ve Velké Hleďsebi a v Lázních Kynžvart. Od roku 1996 působil v tepelském klášteře a v obci Úterý.
Po odchodu do penze v roce 2008 žil v kněžském domově v Českých Budějovicích a zbytek života strávil v Domově svatého Františka ve Veselí nad Lužnicí.
Pius Josef Peterka zemřel 15. ledna 2019 v Domově svatého Františka ve Veselí nad Lužnicí ve věku 91 let. Pohřben byl na klášterním hřbitově v Teplé.